# Anton Aberle
Anton Aberle (* 14. November 1876 in Möhringen; † 15. August 1953 in Thusis) war ein deutsch-schweizerischer Architekt.

## Leben und Karriere
Anton Aberle, im Schwarzwald aufgewachsener Bauernsohn, studierte an der Großherzoglichen Badischen Baugewerkeschule und fand 1904 im Architekturbüro Curjel & Moser eine erste Anstellung. Nach der Bauleitung eines Hotels am Feldberg wurde er 1906 nach St. Gallen geschickt, wo unter seiner Bauleitung die Geschäftshäuser «Pacific» und «Wilson» entstanden, die zu den grossen Firmensitzen im Zentrum der damals blühenden Stickereiindustrie gehören.
1909 machte er sich selbständig. Neben verschiedenen Geschäftshäusern und Stickereifabriken in St. Gallen, Amriswil und dem vorarlbergischen Hohenems verwirklichte er vor allem Einfamilienhäuser, Anfang der 1920er-Jahre mit Erwin von Ziegler die Wohnkolonie Tannenstrasse, und entwickelte dabei seinen Stil von historisierenden, ja barockisierenden Formen in Richtung zunehmender Sachlichkeit. Aberle baute in St. Gallen 1930 das «Haus Diener», die erste Villa des Neuen Bauens mit Flachdach und 1933 dort den ersten reinen Stahlskelettbau, die Brückenwaage.

## Werk (in Auswahl)
- Wohnkolonie Tannenstrasse, St. Gallen-Rotmonden 1920–1921.
- Wohnhaus Diener, St. Gallen 1930.
- Brückenwaage, Geschäftshaus, St. Gallen 1932–1933.